# كأس البرازيل 1991
كأس البرازيل 1991 هو الموسم 3 من كأس البرازيل. أقيم خلال الفترة 9 فبراير 1991 وحتى 2 يونيو 1991، وأشرف على تنظيمه اتحاد البرازيل لكرة القدم، وكان عدد الأندية المشاركة فيه 32، وفاز فيه نادي كريسيوما.